# Hadronyche annachristiae
Espèce
Hadronyche annachristiae est une espèce d'araignées mygalomorphes de la famille des Atracidae.

## Distribution
Cette espèce est endémique de Nouvelle-Galles du Sud en Australie. Elle se rencontre dans les environs de Comboyne dans les forêts d'État de Kerewong et de Lorne.

## Description
La carapace du mâle holotype mesure 6,52 mm de long sur 6,41 mm et l'abdomen 6,97 mm de long sur 5,56 mm.

## Étymologie
Cette espèce est nommée en référence à Anna-Christie Gray, la fille de Michael R. Gray.

## Publication originale
- Gray, 2010 : A revision of the Australian funnel-web spiders (Hexathelidae: Atracinae). Records of the Australian Museum, vol. 62, p. 285-392 (texte intégral).